# 니시타가촌
니시타가촌(西多賀村)은 일본 미야기현 나토리군에 설치되었던 다이하쿠구에 해당되는 촌이다.